# Heinrich Friedrich Ludwig Meyer

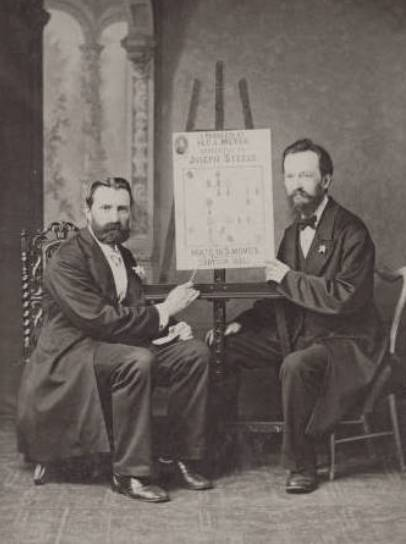
Heinrich Friedrich Ludwig Meyer, rechts im Bild

Heinrich Friedrich Ludwig Meyer (* 6. Juni 1839 in Anderten; † 15. Januar 1928 in England) war ein deutscher Schachkomponist. Bei seinen Publikationen wurde das Kürzel H. F. L. Meyer verwendet.
Über Meyer sind nur wenige biografische Details bekannt.

## Schach
Meyers Kleinaufgaben zählen zum wichtigen Bestand der Kompositionsliteratur, so stellte er mehrere Kompositionsthemen wie Bristol und Inder äußerst ökonomisch dar.
In seinem 1882 erschienenen Schachwerk führte Meyer die sogenannte Universalnotation als Vorschlag eines weltweiten Notationsstandards ein, der sich jedoch nicht durchsetzte. Dabei würden die Schachfiguren mit den Buchstaben von K bis P benannt.

## Werke
- A Complete Guide to the Game of Chess: From the Alphabet to the Solution and Construction of Problems. Griffith & Farran 1882, Digitalisat